# إيفا كوكس
إيفا كوكس (بالإنجليزية: Eva Cox)‏ هي عالمة اجتماع وكاتِبة أسترالية، ولدت في 21 فبراير 1938 في فيينا في النمسا. اشتهرت بدعواتها لإنشاء مجتمع أكثر مدنيَّة، وكانت عضواً بارزاً في اللوبي الانتخابي النسائي لفترة طويلة من الزمن، وما زال نشاطها النسوي والسياسي والاجتماعي مستمراً إلى اليوم.

## حياتها المبكرة
وُلدت إيفا ماريا هاوزر في فيينا عام 1938 لعائلة يهودية، وفي عامها الأول سافرت مع والدتها روث - التي كانت طالبة طب في السنة الأخيرة - إلى إنجلترا وأمضت فترة الحرب العالمية الثانية هناك. التحق والدها ريتشارد هاوزر بالجيش البريطاني في فلسطين، في حين لجأ جدها وأقاربها الآخرون إلى سيدني، بعد انتهاء الحرب عمل والدها في جمعية اللاجئين التابعة للأمم المتحدة في روما - إيطاليا، وهناك واصلت إيفا تعليمها لمدة عامين، وفي عام 1948 التحقت بعائلة والدتها المقيمة في سيدني - أستراليا.
التحقت إيفا في سيدني بمدرسة سيدني الثانوية للبنات، بعد عامين من وصول العائلة إلى أستراليا، بدأ والدها علاقة مع عازفة البيانو هيفزيبا والتي كانت في ذلك الوقت متزوجة من ليندساي نيكولاس، أصبحت هيفزيبا لاحقاً زوجة أب إيفا. التحقت إيفا بجامعة سيدني من عام 1956 إلى 1957. ومع ذلك اختارت ترك الجامعة والسفر إلى أوروبا، وهناك قابلت جون كوكس. وتزوجا عند عودتهما إلى سيدني، وفي عام 1964 رزقا بابنة أسمياها ريبيكا. وفي عام 1969 انفصل الزوجان.

## المهنة
عادت كوكس للدراسة في الجامعة في أوائل السبعينيات، وتخرجت مع مرتبة الشرف الأولى في علم الاجتماع من جامعة نيو ساوث ويلز (UNSW) في عام 1974، وأصبحت محاضرة ومستشارة أبحاث في هذا القسم، وفي السبعينيات أيضاً أصبحت متحدثة باسم اللوبي الانتخابي النسائي، وساعدت لاحقاً في تأسيس مركز الدراسات الاقتصادية للنساء، وكانت مديرة مجلس الخدمة الاجتماعية في نيو ساوث ويلز  بين أعوام 1977 – 1981، وحصلت على زمالة تشرشل عام 1980.
كانت إيفا كوكس محررة في مجلة ريفراكتوري غيرل النسوية خلال الثمانينيات، واشتهرت أيضاً كمتحدثة إعلامية، بالإضافة إلى نشاطها في قضايا مناهضة الحرب، كما أنشأت أول مركز لرعاية الأطفال بتمويل من الكومنولث، وكان مقره في مدرسة غلينمور رود العامة في بادينغتون - نيو ساوث ويلز. في عامي 1981 و 1982 خدمت كوكس كمستشارة للوزير الفيدرالي للخدمات الاجتماعية السيناتور دون غرايمز، وفي عام 1989 بدأت بإدارة شركة استشارية خاصة صغيرة، وحاضرت من عام 1994 حتى عام 2007 في جامعة أستراليا للتكنولوجيا - سيدني.
ألقت إيفا كوكس سلسلة من المحاضرات  عبر هيئة الإذاعة الأسترالية عام 1995 بعنوان «المجتمع المدني الحقيقي»، أبرزت فيها أهمية رأس المال الاجتماعي، ونشرت في العام التالي كتابها Leading Women. وعلى كلَّ حال فقد اشتهرت كوكس بأنها كاتبة غزيرة الإنتاج.
عملت كوكس كزميلة في مركز تطوير السياسات بين أعوام 2007 – 2015، بالإضافة لعملها كمحاضرة في عدد كبير من الجمعيات والمنظمات النسوية والاجتماعية والسياسية. ومازالت حتى الآن تترأس جمعية Distaff Associates . وهي راعية لمؤسسة المساواة الفكرية بين النساء التابعة لمركز المرأة الاقتصادي. وفي مارس عام 2014 انضمت إلى قاضي المحكمة العليا الأسترالية السابق مايكل كيربي وآخرين لدعم منظمة اجتماعية مقرها في نيو ساوث ويلز توفر التعليم والدعم للمعاقين ومقدمي خدمات الإعاقة.

## التكريم والجوائز
عُيِّنت كوكس عضواً في منظمة أوردر أوف أستراليا في عام 1995 تكريماً لخدماتها في مجال رعاية المرأة. وكُرمت عام 1997 من قبل مجلس الجمعيات الإنسانية الأسترالية. وفي عام 2011 حصلت كوكس على جائزة Australia Post Legends، وظهرت صورتها على طابع بريدي كجزء من سلسلة من أربعة طوابع تكرم النساء اللواتي قدمن إسهامات في قضايا المساواة بين الجنسين، وكانت النساء الثلاثة الأخريات هنَّ: جيرمين جرير وإليزابيث إيفات وآن سمرز.

## حياتها الشخصية
لم تبدأ إيفا كوكس بالاندماج في هويتها اليهودية والجالية اليهودية إلا بعد الاستقرار في أستراليا، وكانت معروفة بأنها لا أدرية وإنسانويَّة أكثر من كونها يهودية متديِّنة. ووفقاً لحسابها الشخصي على تويتر فهي تسعى: «لجعل المجتمعات التي نعيش فيها أكثر مدنية، مع دعم الحركة النسائية والعدالة والمساواة، مع التركيز بدرجة أقل على المجال الاقتصادي». وتشير أيضاً في موقعها الإلكتروني الشخصي إلى شغفها وإدمانها على السياسة، وتفسر هذا الشغف بالنشاط السياسي والاجتماعي بأنَّ والدها كان دائماً يحرجها مع أصدقائها المراهقين بسؤالهم عما فعلوه لإنقاذ العالم في ذلك اليوم، وتقول: : «ربما دفعني ذلك لأشعر أنه إذا كان هناك شيء خاطئ يجب عليَّ أن أحاول إصلاحه».

## اللوبي الانتخابي النسائي في أستراليا
اللوبي الانتخابي النسائي في أستراليا، هو منظمة نسوية سياسية، غير هادفة للربح تمول نفسها بنفسها، غير حزبية، تأسست عام 1972 أثناء ذروة نشاط الحركة النسوية الثانية في أستراليا. تتمثل أهدافها الرئيسية في إنشاء مجتمع تكون فيه مشاركة المرأة وإمكاناتها غير مقيدة ومعترف بها ومحترمة، بحيث يتقاسم النساء والرجال بشكلٍ متساوٍ مسؤوليات المجتمع وحقوقه وواجباته. حققت هذه المنظمة عدداً كبيراً من الإنجازات الهامة في أستراليا فيما يتعلق بالتشريع المناهض للتمييز ضد النساء وتكافؤ الفرص، وقرارات المساواة في الأجور، وتمويل الخدمات للنساء والأطفال.
تشكَّل اللوبي الانتخابي النسائي عام 1972 بهدف إجراء مسح واسع النطاق للمرشحين للانتخابات الفيدرالية في ذلك العام، وكان الهدف من التدخل في الحملة الانتخابية الضغط لتغيير آراء المرشحين حول القضايا التي تهم المرأة، وفي الوقت نفسه دعم وصول النساء للسلطة السياسية. وحقق اللوبي كلا الهدفين في ذلك العام الانتخابي، ونما ليصبح مجموعة ضغط سياسية نسائية غير حزبية رئيسية.
تأسس اللوبي الانتخابي النسائي الأسترالي في اجتماع دعت إليه بياتريس فاوست في منزلها في ملبورن في فبراير عام 1972، وتشكلت فروع له بعد فترة وجيزة في عواصم الولايات والمراكز الإقليمية الأخرى، وبعد أن انفصلت عن حركة تحرير المرأة أعرب بعض الناشطين عن رغبتهم في ممارسة تأثير على الوضع السياسي بطريقة مباشرة وعملية وفعالة، وبدأ هؤلاء النشاطين بإجراء مقابلات مع المرشحين حول قضايا مثل المساواة في الأجر بين النساء والرجال، والإجهاض، ورعاية الأطفال، والتمييز على أساس الجنس، وأصيب أعضاء اللوبي بالدهشة لاكتشافهم مدى جهل المرشحين الذكور بالمسائل التي تهم النساء، وأبلغوا عن نتائج مقابلاتهم بحماس في وسائل الإعلام. وفي حين أنه من المستحيل تحديد إلى أي مدى أثرت أنشطة اللوبي الانتخابية في نتيجة الانتخابات التي فاز فيها حزب العمال الأسترالي بقيادة غوف وايتلام، فمن المؤكد أن هذه الأنشطة وضعت قضايا المرأة على جدول الأعمال السياسي على المدى الطويل.
من أهم التغييرات السياسية والتشريعية التي لعب اللوبي دوراً هاماً في حدوثها:
- إقرار تشريع المساواة في الأجور عام 1972، والذي جعل أجر النساء يساوي أجر الرجال بغض النظر عن الوظيفة التي يؤدونها.
- قرار عام 1974 لمساواة معدل الحد الأدنى للأجور للإناث مع معدل الحد الأدنى للأجور للذكور.
- إصلاح التشريعات التي تتعلق بقضايا مثل تكافؤ الفرص والتحرش الجنسي والعنف المنزلي.
- صياغة وتنفيذ التشريعات الفيدرالية لمناهضة التمييز على أساس الجنس.
- إصلاح قانون الاغتصاب.